# Nguyễn Huy Chương
Nguyễn Huy Chương (1926 - 2004), bí danh Kim Anh, là một sĩ quan cao cấp trong Quân đội nhân dân Việt Nam, hàm Trung tướng, nguyên Ủy viên Trung ương Đảng khóa VI, nguyên Phó Tư lệnh Chính trị kiêm Bí thư Quân khu ủy Quân khu 5.

## Thân thế
Ông sinh ngày 10 tháng 10 năm 1926 tại làng Hương Quế, xã Quế Phú, huyện Quế Sơn, tỉnh Quảng Nam.
Ông mất năm 2004 tại tỉnh Quảng Nam

## Sự nghiệp
Năm 1941 ông tham gia cách mạng tại quê nhà. Ngày 1/5/1941 ông được kết nạp vào Đoàn Thanh niên Phản đế Đông Dương.
Tháng 3/1942 ông bị Pháp bắt và giam tại nhà lao Hội An. Tháng 12/1942, ra tù ông bắt liên lạc với ông Võ Chí Công (Bí thư), ông Nguyễn Sắc Kim (Phó bí thư) tiếp tục hoạt động. Sau đó, địch khủng bố, phong trào bị vỡ.
Tháng 3/1945 ông liên lạc với các đồng chí ở tù ra, hoạt động trở lại. Tháng 7/1945 ông được cử vào Ban Vận động của chính quyền làng Hương Quế, huyện Quế Sơn.
Tháng 8/1945 ông tham gia giành chính quyền ở huyện Quế Sơn và được nhân dân cử làm Chủ tịch làng Hương Quế. Tháng 1/1954 ông tập kết ra Bắc, làm Phó Chính trị viên Tiểu đoàn 1 Trung đoàn 120.
Tháng 12/1962 ông được điều vào miền Nam chiến đấu, là Phó chính ủy Trung đoàn 2 Quân khu 5. Tháng 11/1975 ông được cử giữ chức vụ Chính ủy Bộ Chỉ huy Quân sự tỉnh Quảng Nam - Đà Nẵng, Bí thư Đảng ủy.
Năm 1984 ông là Phó Tư lệnh Chính trị Quân khu 5. Năm 1986 ông là Bí thư Quân khu ủy Quân khu 5.
Năm 1995 ông nghỉ hưu.

## Khen thưởng
- Huy hiệu 40 năm, 50 năm tuổi Đảng
- Huân chương Độc lập hạng nhất
- Huân chương Quân công hạng nhất, nhì, ba
- Huân chương Chiến thắng hạng nhì
- Huân chương Chiến công hạng nhất, nhì
- Huân chương chống Mỹ hạng nhất
- Huân chương Kháng chiến chống Pháp hạng nhì
- Huân chương Giải phóng hạng nhất, nhì, ba
- Huân chương Chiến sĩ vẻ vang hạng nhất, nhì, ba
- Huân chương Quân kỳ quyết thắng
- Huân chương Kháng chiến Lào.
- Huy chương Vì sự nghiệp Tư pháp

## Tác phẩm
- Chỉ một con đường, Nhà xuất bản Đà Nẵng năm 2001.